# Alyxia
Alyxia, biljni rod iz porodice zimzelenovki smješten u podtribus Alyxiinae. Preko 100 vrsta rasprostranjeno je po suptropskloj i tropskoj Aziji i Australiji
Rod je opisan 1810.

## Vrste
1. Alyxia acuminata K.Schum.
2. Alyxia angustifolia Ridl.
3. Alyxia angustissima Merr. & Quisumb.
4. Alyxia annamensis Pit.
5. Alyxia arfakensis Kaneh. & Hatus.
6. Alyxia baillonii Guillaumin
7. Alyxia balansae Pit.
8. Alyxia bracteolosa Rich. ex A.Gray
9. Alyxia buxifolia R.Br.
10. Alyxia cacuminum Markgr.
11. Alyxia caletioides (Baill.) Guillaumin
12. Alyxia celebica D.J.Middleton
13. Alyxia clusiophylla (Baill.) Guillaumin
14. Alyxia composita Warb.
15. Alyxia concatenata (Blanco) Merr.
16. Alyxia cylindrocarpa Guillaumin
17. Alyxia defoliata Markgr.
18. Alyxia efatensis Guillaumin
19. Alyxia erythrosperma Gillespie
20. Alyxia evansii D.J.Middleton
21. Alyxia fascicularis (Wall. ex G.Don) Benth. ex Hook.f.
22. Alyxia floribunda Markgr.
23. Alyxia funingensis Tsiang & P.T.Li
24. Alyxia ganophylla Markgr.
25. Alyxia glaucophylla Van Heurck & Müll.Arg.
26. Alyxia globosa D.J.Middleton
27. Alyxia graciliflora D.J.Middleton
28. Alyxia gracilis (Wall. ex A.DC.) Benth. ex Hook.f.
29. Alyxia grandis P.I.Forst.
30. Alyxia gynopogon Roem. & Schult.
31. Alyxia hainanensis Merr. & Chun
32. Alyxia halmaheirae Miq.
33. Alyxia hurlimannii Guillaumin
34. Alyxia ilicifolia F.Muell.
35. Alyxia kaalaensis Boiteau
36. Alyxia kabaenae Markgr.
37. Alyxia kendarica Markgr.
38. Alyxia kwalotabaa D.J.Middleton
39. Alyxia lackii D.J.Middleton
40. Alyxia lamii Markgr.
41. Alyxia laurina Gaudich.
42. Alyxia leucogyne Van Heurck & Müll.Arg.
43. Alyxia linearis Markgr.
44. Alyxia loeseneriana Schltr.
45. Alyxia longiloba D.J.Middleton
46. Alyxia luzoniensis Merr.
47. Alyxia magnifolia F.M.Bailey
48. Alyxia manusiana D.J.Middleton
49. Alyxia margaretae Boiteau
50. Alyxia marginata Pit.
51. Alyxia markgrafii Tsiang
52. Alyxia menglungensis Tsiang & P.T.Li
53. Alyxia microphylla Markgr.
54. Alyxia minutiflora D.J.Middleton
55. Alyxia monticola C.B.Rob.
56. Alyxia mucronata D.J.Middleton
57. Alyxia muguma D.J.Middleton
58. Alyxia mujongensis Markgr.
59. Alyxia multistriata Markgr.
60. Alyxia nathoi Lý
61. Alyxia oblongata Domin
62. Alyxia obovatifolia Merr.
63. Alyxia oleifolia King & Gamble
64. Alyxia oppositifolia Boiteau
65. Alyxia orophila Domin
66. Alyxia oubatchensis (Schltr.) Guill. ex Boiteau
67. Alyxia palawanensis Markgr.
68. Alyxia papuana D.J.Middleton
69. Alyxia parvifolia (Merr.) Merr.
70. Alyxia pilosa Miq.
71. Alyxia podocarpa Van Heurck & Müll.Arg.
72. Alyxia poyaensis (Boiteau) D.J.Middleton
73. Alyxia pseudosinensis Pit.
74. Alyxia pugio Markgr.
75. Alyxia pullei Markgr.
76. Alyxia punctata Kaneh. & Hatus.
77. Alyxia purpureoclada Kaneh. & Hatus.
78. Alyxia racemosa Pit.
79. Alyxia reinwardtii Blume
80. Alyxia ridleyana Wernham
81. Alyxia rostrata (Markgr.) Markgr.
82. Alyxia royeniana Markgr.
83. Alyxia rubricaulis (Baill.) Guillaumin
84. Alyxia ruscifolia R.Br.
85. Alyxia sarasinii Guillaumin
86. Alyxia scabrida Markgr.
87. Alyxia schlechteri H.Lév.
88. Alyxia semipallescens F.Muell.
89. Alyxia siamensis Craib
90. Alyxia sinensis Champ. ex Benth.
91. Alyxia sleumeri Markgr.
92. Alyxia sogerensis Wernham ex S.Moore
93. Alyxia solomonensis D.J.Middleton
94. Alyxia spicata R.Br.
95. Alyxia squamulosa C.Moore & F.Muell.
96. Alyxia stellata (J.R.Forst. & G.Forst.) Roem. & Schult.
97. Alyxia sulana Markgr.
98. Alyxia tetanifolia Cranfield
99. Alyxia tetraquetra Markgr.
100. Alyxia thailandica D.J.Middleton
101. Alyxia tisserantii Montrouz.
102. Alyxia torquata (Baill.) Guillaumin
103. Alyxia tropica (P.I.Forst.) D.J.Middleton
104. Alyxia uniflora D.J.Middleton
105. Alyxia veillonii D.J.Middleton
106. Alyxia vera D.J.Middleton

## Sinonimi
- Alexia Wight
- Discalyxia Markgr.
- Gynopogon J.R.Forst. & G.Forst.
- Paralstonia Baill.
- Pulassarium Rumph. ex Kuntze

## Vanjske poveznice
|  | Zajednički poslužitelj ima još gradiva o temi Alyxia |
|  | Wikivrste imaju podatke o taksonu Alyxia             |